# Consejo de Lenguas Indígenas
El Consejo de Lenguas Indígenas fue una organización mexicana encargada en reunir a lingüistas y antropólogos para impulsar la enseñanza en lenguas indígenas en México. El organismo se formó durante la Primera Asamblea de Filólogos y Lingüistas y tuvo como primer director al lingüista Morris Swadesh.

## Historia

### Formación
En mayo de 1939, el Departamento Autónomo de Asuntos Indígenas (DAAI) convocó, con apoyo del Departamento de Antropología de la Escuela Nacional de Ciencias Biológicas, a la Primera Asamblea de Filólogos y Lingüistas para resolver los problemas relacionados con la enseñanza en lenguas indígenas en México. La asamblea acordó que la alfabetización en la lengua materna era el mejor método para castellanizar posteriormente a la población indígena. Sin embargo, para realizar esta labor se requería profundizar en los estudios de  las lenguas indígenas en el país y formar a investigadores en lingüística, así como maestros nativos. La asamblea acordó en crear el Consejo de Lenguas Indígenas para cumplir esta tarea, y nombró como director al lingüista Morris Swadesh. El consejo también contó con el arqueólogo Wigberto Jiménez Moreno como subdirector, con el antropólogo y mayista Alfredo Barrera Vázquez como secretario, y con representantes de las instituciones patrocinadoras.

### Proyecto Tarasco
La asamblea de Filólogos y Lingüistas encargó al Consejo de Lenguas Indígenas la ejecución del Proyecto Tarasco, discutido en la misma asamblea para la alfabetización en la zona purépecha de Michoacán y aprobado por el presidente Lázaro Cárdenas. El consejo apoyó al DAAI para formar un cuerpo de investigadores y educadores quienes comenzaron trabajos en julio de 1939 en la zona tarasca, donde en ese momento habitaban 45 000 indígenas purépechas.

### Campaña de alfabetización
A finales de julio de 1944, Alfonso Caso sugirió a la Secretaría de Educación Pública (SEP) invitar a miembros del Consejo de Lenguas Indígenas para informarse sobre las ventajas de la enseñanza en lengua materna. En 1944, la Secretaría de Educación Pública encargó al Consejo de Lenguas Indígenas formular un plan de alfabetización en lengua materna para los grupos indígenas de México. El consejo elaboró el plan para cuatro lenguas: náhuatl, otomí, maya y purépecha. El consejo también elaboró el plan de trabajo.

## Alfabeto del Consejo de Lenguas Indígenas
La asamblea de Filólogos y Lingüistas aprobaron un alfabeto científico para el Consejo de Lenguas Indígenas. El consejo discutió y modificó los principios asentados en el alfabeto adoptado por la Primera Asamblea de Filólogos y Lingüistas por considerar que carecían de rigor. El consejo también recomendó alfabetos científicos para las lenguas indígenas sin tradición literaria, con el principio de un fonema, un signo.